# Ризников, Артемий Иванович
 Артемий Иванович Ризников (1813—1883) — генерал-майор, писатель

.

## Биография
Родился в 1813 году в Полтаве. По окончании курса в Черноморском штурманском полуэкипаже, был выпущен штурманским кондуктором в Корпус флотских штурманов и в 1835 году получил первый офицерский чин. Участвовал в Севастопольской кампании, а затем будучи капитаном, был назначен командиром роты торгового мореплавания.
Став офицером, он первый начал обучать грамоте матросов, что было запрещено ему начальством, которое считало излишним для нижних чинов умение читать и писать и, находившим, что обучение грамоте отнимает много времени и отвлекает от практических занятий. Когда командовал ротой, то эта должность, более или менее самостоятельная, дала ему возможность организовать правильные занятия с подчиненными и при его роте образовались своего рода курсы, на которых знакомились с Законом Божьим, историей, географией и арифметикой. По примеру Ризникова и в других частях русского флота начались занятия грамотой и с тех пор обучение матросов стало обязательным.
Генерал-адмирал Великий князь Константин Николаевич, неоднократно бывавший на занятиях Ризникова, восторгался его способом изложения самых трудных вещей, которые легко усваивались нижними чинами. Константин Николаевич неоднократно награждал Ризникова и выражал ему свою полную признательность.
Ризников также преподавал французский язык кадетам штурманского полуэкипажа и в штурманском училище. После упразднения роты торгового мореплавания, он был причислен к учёному отделению при Морском техническом комитете
В 1869 году был произведён в полковники и зачислен по резервному флоту; в 1874 году был произведён в генерал-майоры, с увольнением в отставку и уехал на родину в Полтаву, где и скончался 21 ноября (3 декабря) 1881 года.
Он составил: «Русскую азбуку для матросов» (с книгой для чтения; СПб.: Морской ученый комитет, 1854. — [4], 204 с., 1 л. черт.), введённую затем не только во флоте, но и в армии. Затем составил «Русскую азбуку для простолюдинов». Писал для матросов рассказы, которые с увлечением читались не только нижними чинами, но и в интеллигентных кругах (печатал рассказы в журнале «Подснежник», 1858 и 1859 гг.): «Чудо-юдо богатырь по прозванию Упырь» (анонимная сатира, 1855), «Русская азбука для простолюдинов» (1861—1864), «Сказка на фрегате» (в стихах; Кронштадт: тип. В. Керра, 1855. — 52 с.; 2-е изд. — 1869), «Жизнь и приключения Ваньки-кота…» (повесть, с рисунками автора, 1881), «Подарок юным читателям» (1868; сборник 4 повестей), статьи в «Солдатском чтении» за 1852 год и «Журнале для воспитания» за 1859 год, морские песни и басни в «Яхте» за 1874 г. и др.